# میخائل فلایش‌هاکر
میخائل فلایش‌هاکر (انگلیسی: Michael Fleischhacker؛ زادهٔ ۲۶ مهٔ ۱۹۶۹) در فریزاخ، کرنتن، یک روزنامه‌نگار و مجری تلویزیون اهل اتریش است. فلایش‌هاکر از ۲۰۰۴ تا ۲۰۱۲ سردبیر روزنامه دی پرسه اتریش بود.

## دوران جوانی
فلایش‌هاکر در زانکت لامبرشت در اشتایرمارک رشد کرد. وی برای تحصیلات عالی به مدرسه مذهبی ادموند آبی رفت و در رشته الهیات، فلسفه و فلسفه آلمانی تحصیل کرد، اما فارغ‌التحصیل نشد.

## فعالیت حرفه‌ای
در آوریل ۱۹۹۱ فلایش‌هاکر در کلاین ان سایتونگ به عنوان سردبیر سیاست خارجی مشغول به کار شد. در ۱۹۹۴ وی سردبیر کلاین ان سایتونگ شد. فلایش‌هاکر از ۱۹۹۵ تا ۱۹۹۷مدیر ویراستار و در ۱۹۹۸ تا ۱۹۹۹ معاون سردبیر بود. علاوه بر این، به عنوان مدیر انتشارات مسئولیت توسعه استراتژیک و رسانه‌های جدید را برعهده گرفت.
در سال ۲۰۰۰ به روزنامه اتریشی در استاندارد پیوست و تا ۲۰۰۱ سردبیر آن بود. از ۲۰۰۲ در روزنامه دی پرس اتریشی مشغول به کار شد و در ۲۰۰۴ سردبیر و مدیر اجرایی دی پرس شد. در اکتبر ۲۰۱۲ دی پرس را ترک کرد و به عنوان روزنامه‌نگار آزاد با رسانه‌های اتریشی به‌صورت منظم همکاری می‌کرد.
در ژوئیه ۲۰۱۴ به شبکه خصوصی اتریشی سرو آس تی وی پیوست و مجری اخبار تاک ایم هنگر ۷ شد.
وی از ۲۰۱۴ در شرکت NZZ اتریش اتریش مشغول به کار شد و مسئولیت اصلی ایجاد یک حضور آنلاین را بر عهده گرفت. بعدها او سردبیر و مدیر اجرایی شرکت NZZ اتریش شد.

## زندگی شخصی
فلایش‌هاکر پدر پنج فرزند است.

## انتشارات
- دی زایتونگ: به نوری (به آلمانی)، کریستین برندز ناشر، ۲۰۱۴، ISBN 978-3-85033-655-0[۲]
- توهین به سیاستمداران: پایان جمهوری دوم (به آلمانی)، ناشر اکوین، ISBN 978-3-902404-63-3
- حفاظت از انسان در برابر خود: اخلاقی برای زندگی (به آلمانی)، ناشر استریا، ۲۰۰۲، ISBN 3-222-12954-1
- وین، ۴ فوریه ۲۰۰۰ یا چرخش به هیستری (به آلمانی)، ناشر استریا، ۲۰۰۱، ISBN 978-3-7076-0112-1
- جان پل دوم - حامل آب خدا (به آلمانی)، ناشر استریا، ۱۹۹۸، ISBN 3-222-13004-3